# Keiko Fukuda
Keiko Fukuda (福田 敬子, Fukuda Keiko, Tòquio, Japó, 12 d'abril de 1913 – San Francisco, Estats Units d'Amèrica, 9 de febrer de 2013) fou una artista marcial japonesa-estatunidenca.
Fou la judoka femenina amb major rang de la història, aconseguint el novè dan del Kodokan (2006), i el desè dan de l'USA Judo (juliol de 2011) i de la Federació de Judo dels Estats Units (USJF) (setembre de 2011), així com la última alumna supervivent de Jigorō Kanō, fundador del judo. Fukuda va ser també una pionera en el judo femení, juntament amb la seva senpai Masako Noritomi (1913-1982), essent la primera dona que ascendia al 6è dan (c. 1972). L'any 2006 el Kodokan va ascendir Fukuda al novè dan. Fukuda és també la primera, i fins a data d'avui la única dona que ha estat ascendida al desè dan en l'art del judo. Després de completar la seva educació formal al Japó, Fukuda va visitar els Estats Units d'Amèrica per ensenyar judo a les dècades de 1950 i 1960, i finalment s'hi establí. Va seguir ensenyant judo a San Francisco fins a la seva mort l'any 2013.

## Primers anys
Fukuda va néixer el 12 d'abril de 1913, a Tòquio. El seu pare va morir quan ella era molt jove. Durant la seva joventut va aprendre les arts de la cal·ligrafia, l'arranjament floral, i la cerimònia de te; arts típiques per a una dona al Japó en aquell temps. Malgrat la seva criança convencional, Fukuda se sentia prop del judo a través de les memòries del seu avi, i un dia va anar amb la seva mare a mirar un entrenament de judo. Uns quants mesos més tard va decidir començar a entrenar. La seva mare i el seu germà van donar suport a aquesta decisió, però el seu oncle s'hi oposava. La seva mare i el seu germà pensaven que Fukuda finalment es casaria amb un practicant de judo, però ella mai es va casar. En canvi, es va convertir en una experta del judo.
L'avi de Fukuda, Fukuda Hachinosuke, havia estat samurái i mestre de Tenjin Shinyō-ryū jujutsu, i havia ensenyat aquest art a Jigorō Kanō, fundador de judo i cap del Kodokan. Kanō havia estudiat sota tres mestres de jujutsu abans de fundar el judo, i l'avi de Fukuda havia estat el primer d'ells. Kanō havia ensenyat a dones en una data tan primerenca com 1893 (Sueko Ashiya), i havia obert formalment el joshi-bu (la secció de les dones) del Kodokan l'any 1926. Personalment va convidar a la jove Fukuda a estudiar judo —un gest inusual per a aquell temps— com a gest de respecte cap al seu avi. Fukuda va començar a entrenar judo l'any 1935, com una de les úniques 24 dones que entrenen en el Kodokan. A part de la seva instrucció amb el fundador del judo, Fukuda també va aprendre de Kyuzo Mifune.

## Carrera
Fukuda, amb una alçada de només 150 cm i pesant menys de 45 kg, es va convertir en instructora de judo l'any 1937. També va obtenir el grau en literatura japonesa de la universitat Showa per a dones. El 1953 va ser promoguda al rang de 5è donen en judo. Va viatjar als Estats Units d'Amèrica aquest mateix any, amb una invitació d'un club de judo d'Oakland (Califòrnia) i es va quedar allà gairebé dos anys abans de tornar al Japó. Fukuda va viatjar de nou als EE.UU. l'any 1966, i en aquella ocasió va impartit diversos seminaris a Califòrnia. En aquell temps, era una de les úniques quatre dones 5è donen competint en mundials de judo, i de les dues úniques instructores en el Kodokan (l'altra era Masako Noritomi, també 5è donen). El 1966, demostra el seu art a la Universidad de Molinos, i la institució immediatament li va oferir un treball per ensenyar judo; va acceptar i va ensenyar allà entre 1967 i 1978.
Durant aquest temps, Fukuda va viure a casa d'una de les seves estudiants, Shelley Fernandez, i ensenyava judo allà a més de fer-ho a la universitat. Quan les seves classes van créixer en estudiants, va començar a ensenyar en el temple budista Sokoji zen del barri japonès de San Francisco. Va anomenar la seva escola el club Soko Joshi Judo. Havent-se establert a l'àrea de Badia de San Francisco, Fukuda va adoptar la ciutadania dels EE.UU. l'any 1972.
Al novembre de 1972, i després d'una campanya contra la regla que prohibia les dones a ser promogudes més enllà del 5è donen, Fukuda (juntament amb el seu senpai Masako Noritomi) es convertia en la primera dona promoguda a 6è donen pel Kodokan. Segons Fukuda, "el Kodokan era antiquat i sexista sobre els cinturons i rangs". El 1973 Fukuda va publicar el llibre Born for the Mat: A Kodokan kata textbook for women, un llibre per a dones sobre els kata (formes) de Kodokan. El 1974 funda el campament anual Joshi Judo per a donar a les dones practicants de judo l'oportunitat d'entrenar juntes.
L'any 1990 a Fukuda li va ser atorgada l'Orde del Tresor Sagrat, 4.ª Classe (4.ª Classe, Raigs Daurats amb Escarapel·la), i el premi estatunidenc de Judo United States Judo Incorporated (USJI) Henry Stone Lifetime Contribution. El 2004 publica un segon llibre, Ju-No-Kata: A Kodokan textbook, revised and expanded from Born for the Mat, una guia sobre la realització de Ju-no-kata, una de les set katas del Kodokan. Fukuda va ser assessora tècnica per a les Dones Americanes de Judo i del subcomitè de jutges de l'USJI. Va participar també com a jutge nacional de katas, i va ser membre de l'Institut d'Instructors Nacionals, membre del Comitè de Promoció, i membre de l'USJF i del Subcomitè Femení.
A Fukuda li va ser atorgat el rang de 9è donen, el segon més alt en el món del judo, de dues organitzacions diferents, i el mes de juliol de 2011 va rebre el rang de 10è donen d'una tercera organització. El 1994, va ser la primera dona a la qual se li va atorgar l'estrany cinturó vermell (en el temps encara era 8è donen) en judo pel Kodokan. El 2001 l'USJF la va promoure a USJF 9è donen (cinturó vermell) per la seva contribució a l'art de judo. El 8 de gener de 2006, en la celebració anual Kagami Biraki, el Kodokan va promoure Fukuda al rang de 9è donen —atorgant per primera vegada aquest rang a una dona. El 28 de juliol del 2011, USA Judo va atorgar a Fukuda el rang de 10è donen.

## Últims anys
Fukuda va continuar ensenyant judo tres vegades per setmana, com a amfitriona del Campionat anual Fukuda Invitational Kata, i realitzant el Campament Joshi Judo fins a la seva mort a l'edat de 99 anys, a San Francisco, Califòrnia. Va establir la beca Keiko Fukuda de Judo per a animar i permetre que les dones continuar la seva formació formal en l'art del judo. A part d'ensenyar als EE.UU., Fukuda també va ensenyar a Austràlia, el Canadà, França, Noruega i les Filipines. El seu lema personal era: "Tsuyoku, Yasashiku, Utsukushiku" (en català: "Ser fort, ser gentil, ser bell, en ment, cos, i esperit"). Va morir a la seva casa de San Francisco el 9 de febrer de 2013 a causa d'una pneumònia.